# Polyzonium valerii
Polyzonium valerii är en mångfotingart som beskrevs av Mikhaljova 1981. Polyzonium valerii ingår i släktet Polyzonium och familjen koppardubbelfotingar. Inga underarter finns listade i Catalogue of Life.